# Idaea subcompleta
Idaea subcompleta là một loài bướm đêm trong họ Geometridae.